# Athletic Club de Villeneuve-d'Ascq
 (novembre 2012).
Si vous disposez d'ouvrages ou d'articles de référence ou si vous connaissez des sites web de qualité traitant du thème abordé ici, merci de compléter l'article en donnant les références utiles à sa vérifiabilité et en les liant à la section « Notes et références ».
 (mars 2020).
L'Athletic Club de Villeneuve-d'Ascq est un club d'athlétisme situé à Villeneuve-d'Ascq.

## Historique
Club d'athlétisme créé en 1965 par une poignée de passionnés de cross-country, il prend naissance au sein de l'association culturelle Jeunesse et Amitié à Flers-lez-Lille.
Rapidement ce club prend son indépendance et devient Jeunesse athlétique flersoise (JAF). En 1968, un deuxième club de course à pied se forme au sein de l'Idéal club du Sart. Les dirigeants des deux clubs se réunissent alors et bâtissent les fondations d'un club unique : le Flers omnisports (FOS) avec trois sections qui sont le tennis de table, le football et l'athlétisme.
En 1984, les dirigeants et athlètes de la section souhaitent un club à l'image de la ville nouvelle de Villeneuve-d'Ascq. L'Athlétic Club de Villeneuve-d'Ascq (ACVA) prend donc naissance en 1985. En peu de temps l'ACVA atteint le niveau national pour ne plus le quitter. C'est autour de cette nouvelle identité que l'ACVA cherche à se développer au niveau de ses structures, ses cadres techniques, ses dirigeants, ses installations et ses athlètes.
En 2003, le club se dote d'une section handisport (unique à l'époque dans la région Nord-Pas-de-Calais).
En 2012, le club de Fretin (JAF) souhaitant offrir de meilleurs équipements et installations à ses athlètes se rapproche de l'ACVA pour entamer des discussions sur une possible entente. De ces différentes réunions, l'ACVA et le JAF crée le Villeneuve-d'Ascq Fretin athlétique (VAFA) en date du 1er janvier 2013.
Aux championnats du monde d'athlétisme handisport 2013, Antoine Pérel, membre du club et ancien champion de France, a obtenu la médaille de bronze au relais 4×100m.
Aux championnats de France handisport 2015, Aurélie Marchandise est couronnée championne de France de lancer de poids (7,37 m).

## Installations du club
Le club est basé dans le quartier de Flers Bourg au 70 avenue du Lieutenant-Colpin.

La municipalité de Villeneuve-d'Ascq met à disposition du club le stade Geneviève-Lemaire équipée d'une piste à six couloirs en virages (dotée d'un éclairage récent pour la nuit) et la salle George-Martin jouxtant le stade composée d'une salle de sport de type B avec trois couloirs en synthétique de 30 m de long, d'une salle de musculation équipée, d'un secrétariat, d'un club house et de quatre vestiaires.

Le club a aussi la possibilité de s'entrainer au parc urbain très proche (site du parc du Héron) et bénéficie depuis septembre 2012 de créneaux au Stadium Lille Métropole.

## Présidents du club successifs
- Émile Lagache (de 1965 à 1968)
- André Rivière (de 1968 à 1969)
- Georges Willems (de 1969 à 1972)
- Émile Lagache (de 1972 à 1975)
- Michel Vigourel (de 1975 à 1980)
- André Pamart (de 1980 à 1983)
- Joël Paque (de 1983 à 1990)
- Jean-Luc Barbet (de 1990 à 1996)
- Patrick Willems (de 1996 à 2002)
- Vincent Delzenne (de 2002 à 2008)
- Didier Cauchy (de 2009 à 2021)
- Natacha Thery-Demarque (de 2021 à aujourd'hui

## Internationaux du club
- Geneviève Lemaire :   Pentathlon
- Christophe Goris :    400 m. - 4 × 400 m. - 4 × 200 m.
- Eric Monnerais :      Hauteur
- Eric Chauchoy :       110 m haies
- Laêtitia Szafoni :    3 000 m
- Sonya Agbessi :       Triple-saut
- Virginie Fouquet :    800 m. - Cross-country
- Lucie Finez :         Hauteur
- Laurent Caplain :     800 m.
- Rémy Chenu :          5 000 m.Marche - 10 km.Marche
- Louise Vandaele :     1 500 m.
- Carole Vidal : (Catégorie Master)  800 m.
- Hugo Houyez [5],[6]:         4 x 400 m. - Relais poursuite
- Alexandre Delor Dalle Dalle : (Catégorie Master)  100 m. - 4 x 200 m.
- Antoine Senard :     Cross-country
- Julius Fidami Kinda :     Longueur
- Gaël Quérin :      Heptathlon
- Arthur Gervais[7],[8] :  Cross-country - 1500 m. - 10 km route
- Margaux Sieracki :    10 km route
- Théo Seingier[9],[10] :   Cross-country
- Martin Lefevre :   Hauteur
- Hugo Menin :     400 m. Haies
- Achille Bogaert :  10 km route